# Nikon Coolpix P80

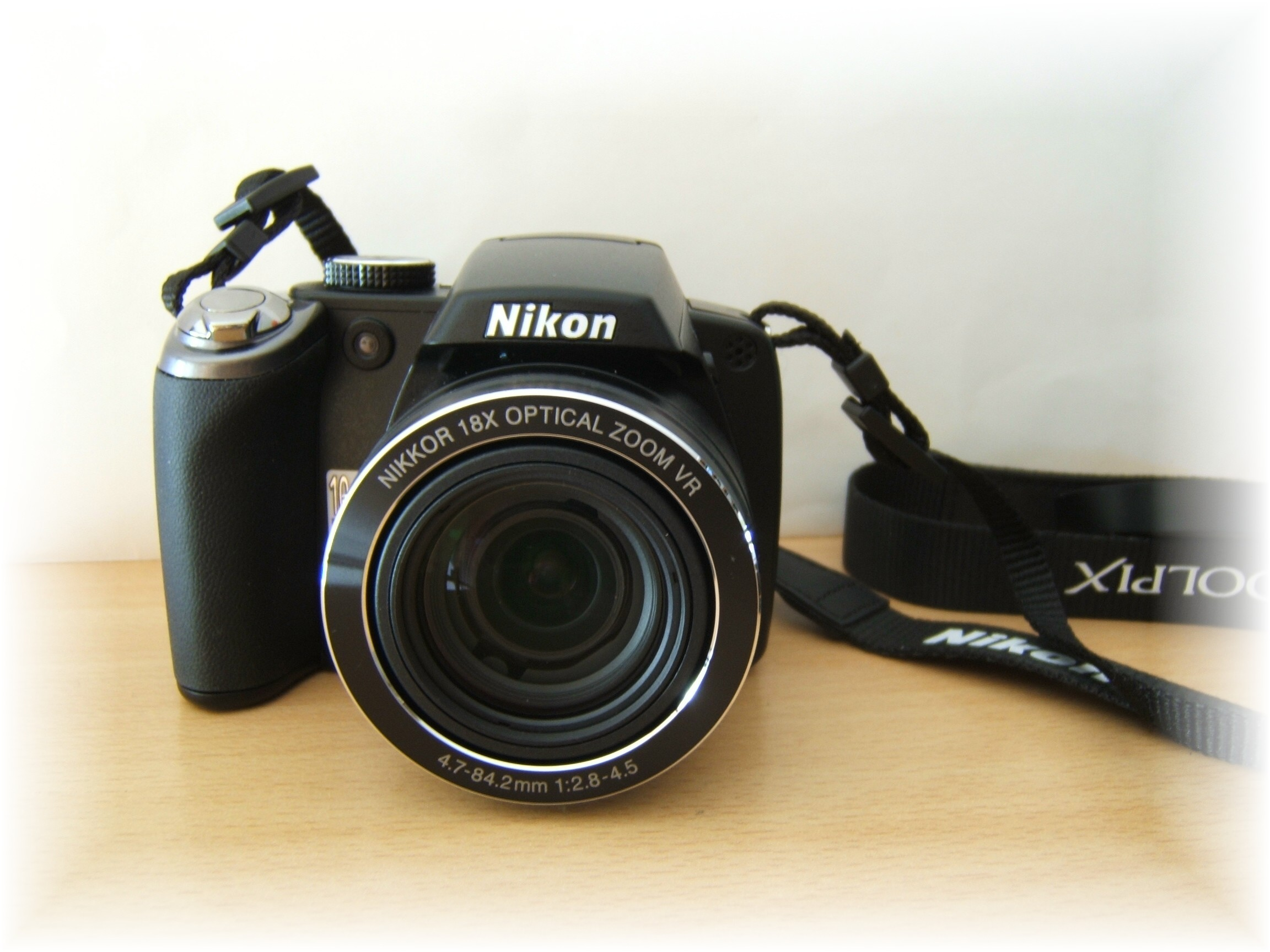
Vooraanzicht

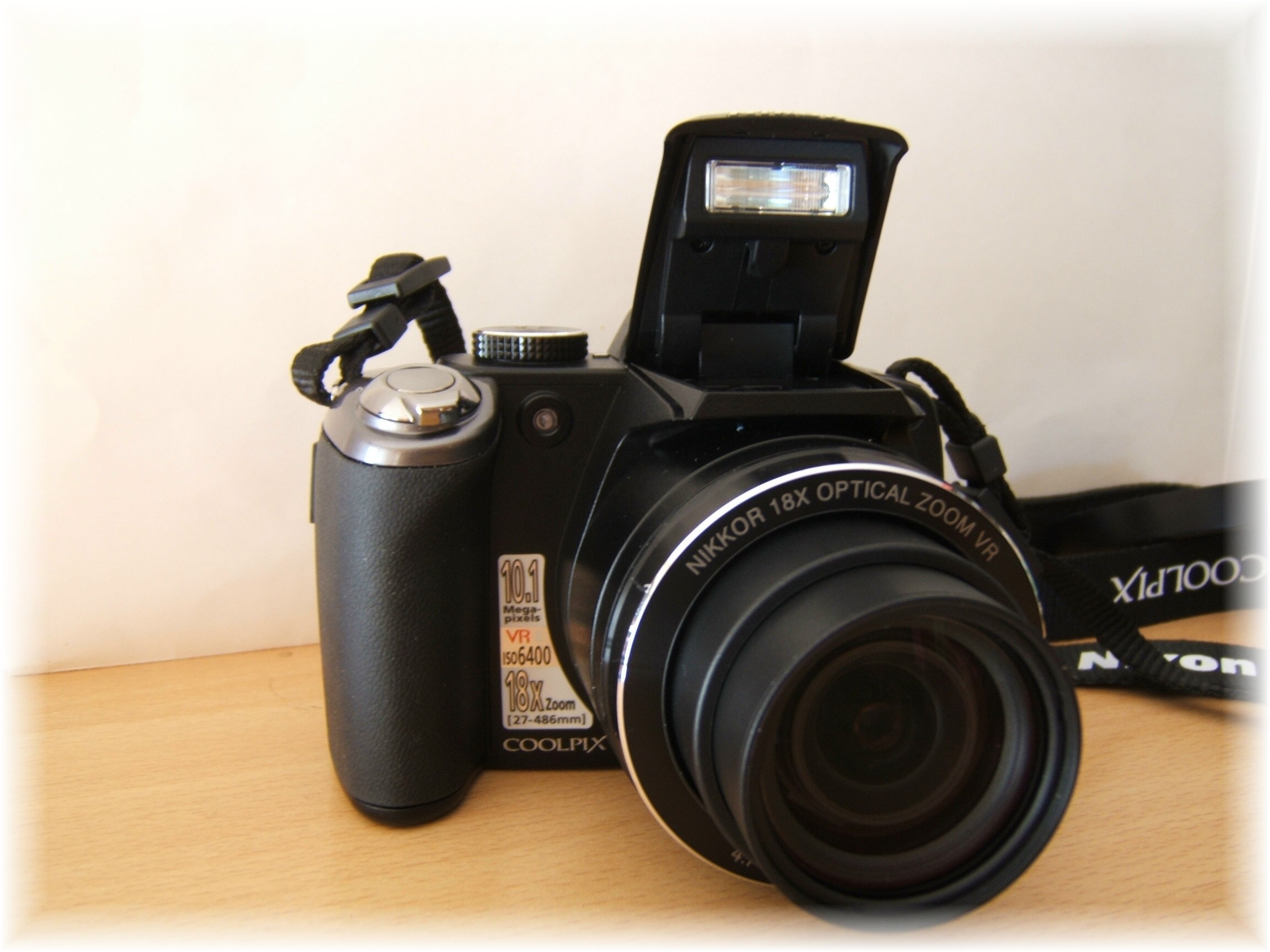
Vooraanzicht met flits open

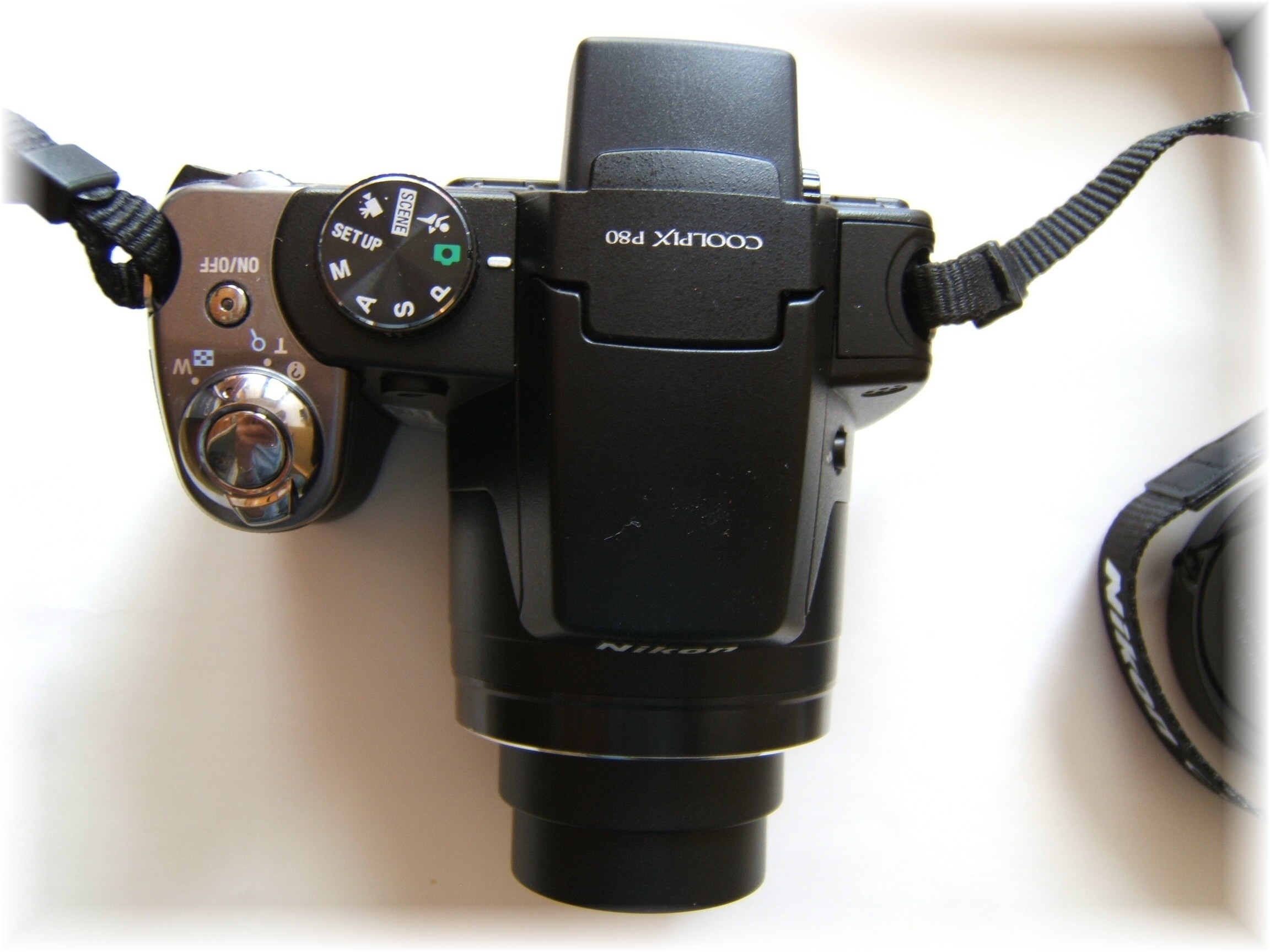
Bovenaanzicht

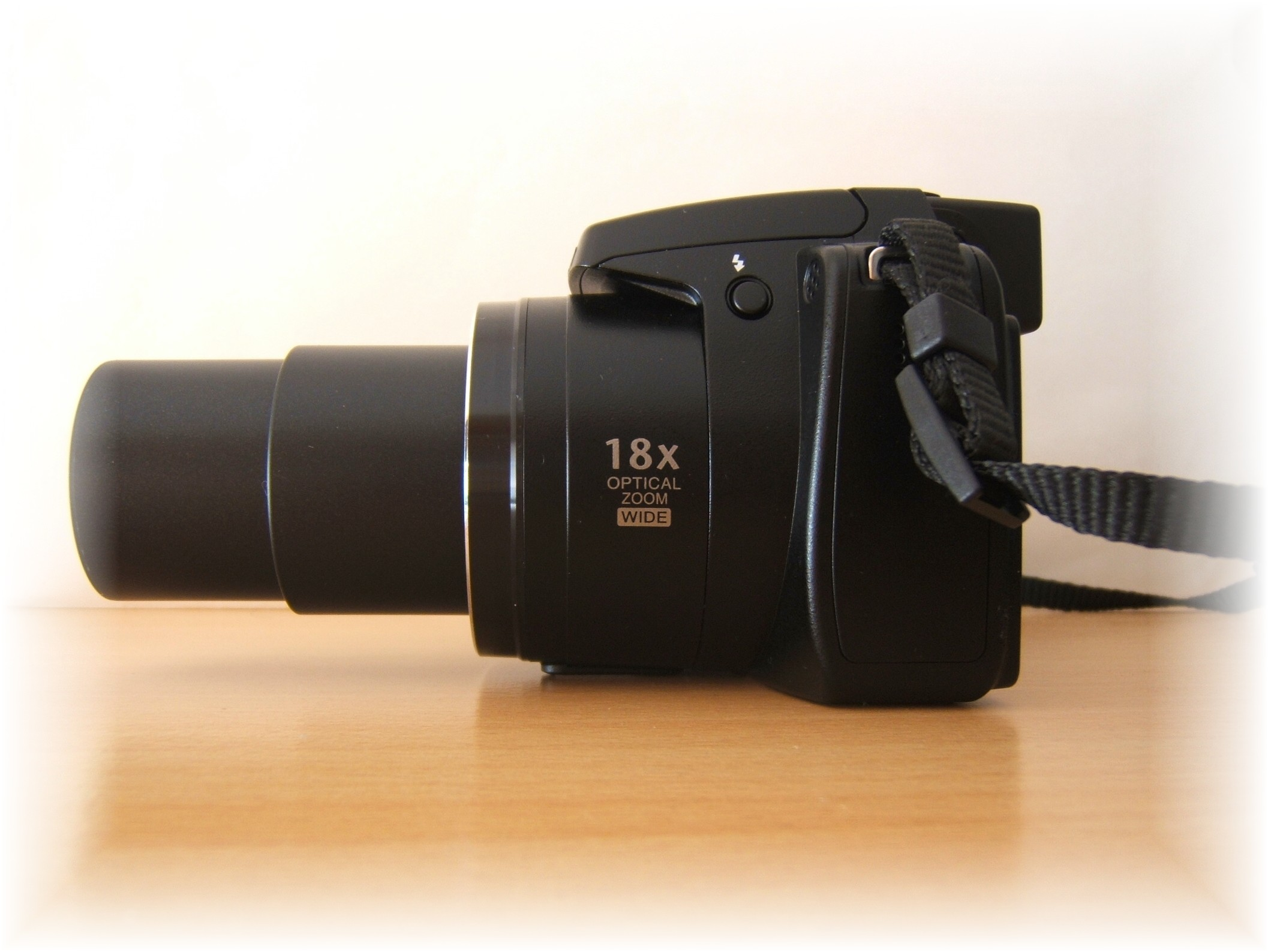
Linkerzijde, zoomlens geheel uit

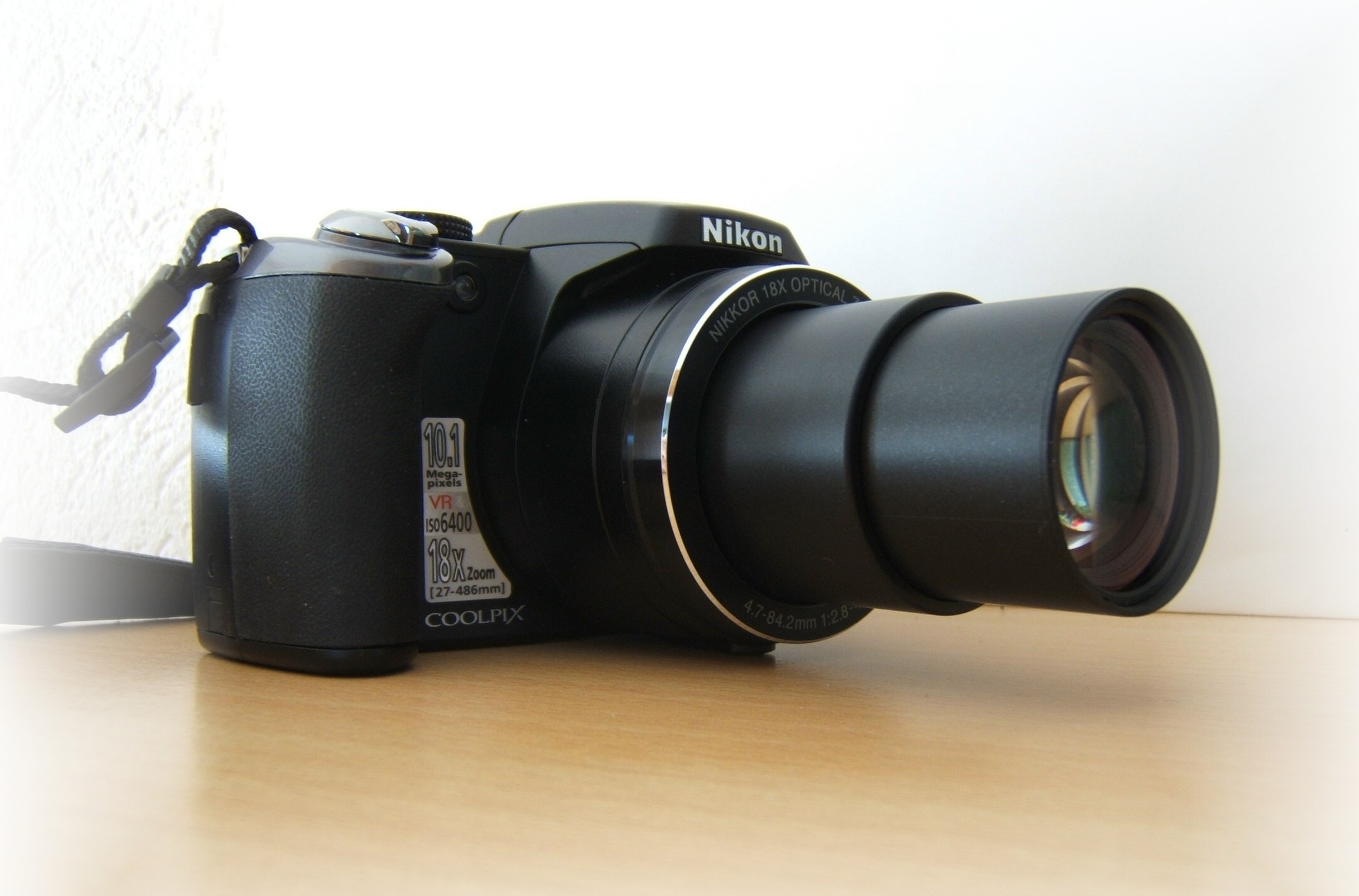
Rechterzijde, zoomlens geheel uit

De Nikon Coolpix P80 is een digitale camera met 10,1 megapixels van Nikon uit april 2008 met CCD-sensor.
De camera heeft een elektronische zoeker met oogcorrectie (dioptrie-afstelling), een lcd-scherm van 2,7 inch, een Nikkorlens en een ingebouwde opklapbare flitser.
De Coolpix P80 heeft een maximale resolutie 3648 x 2736 en achttienmaal Nikkor optisch zoomobjectief. De ook aanwezige digitale zoom (viermaal) kan uitgezet worden. Daarnaast zijn macro-opnamen mogelijk tot op 1 centimeter, zonder het wisselen van lenzen (kleinbeeldequivalent: 27-486 mm). Gezichtsherkenning, sportopnamen tot 30 beelden zijn mogelijk, evenals panoramaopnamen en beeldformaten 16:9, 3:2, 1:1 vierkant (2736 x 2736), tv (640  x 480), pc (1024 x 768) en de gangbare digitale formaten in 1, 2, 3, 5, 8 en 10 M.
Verder heeft de camera een beeldstabilisator, door Nikon vibratiereductie genoemd. De camera wordt gevoed door 1 oplaadbare Li-ion-batterij (EN-EL5) en heeft naast een intern geheugen van circa 52 MB de mogelijkheid voor een (ultra-)SD-kaart van 4 Gigabyte.
Het gewicht van de camera blijft, inclusief accu en geheugenkaart, minder dan 400 gram.

## Interne bewerkingen
In het weergavemenu zijn van de opnames de volgende bewerkingen mogelijk:
- D-Lighting
- Printopdracht
- Diashow
- Wissen
- Beveiligen
- Beeld draaien
- Beeld verbergen
- Kleine kopie
- Kopiëren
- Zwarte rand

## Verdere specificaties
- ISO-bereik:
  - 64, 100, 200, 400, 800, 1600, 2000, 3200 en 6400.
- Sluitertijden tot 1/4000 sec.
- 4 sportcontinu-opnamen: 
  - 13 b.p.s. (max. 30 opnamen)
  - 6 b.p.s. (max. 30 opnamen)
  - 4 b.p.s. (max. 30 opnamen)
  - 1,1 b.p.s. (max. 9 opnamen)
- Keuze uit 15 voorkeuzescènes:
  - Portret
  - Landschap
  - Nachtportret
  - Strand/sneeuw
  - Zonsondergang
  - Schemering
  - Nachtlandschap
  - Close-up
  - Museum
  - Vuurwerk
  - Kopie
  - Tegenlicht
  - Panorama assist
  - Spraakopname
- PSAM-standen instelbaar:
  - Beeldkwaliteit
  - Beeldformaat
  - Beeld optimaliseren
  - Witbalans
  - ISO-waarde
  - Lichtmeting
  - Continu
  - Auto-bracketing
  - AF-veldstand
  - Autofocus-stand
  - Flitsbelichtingscorrectie
  - Ruisonderdrukking
  - Vertekeningscorrectie
- Interval- en normale filmopnamen